# T.J. Dillashaw
Tyler Jeffrey Dillashaw, detto T.J. (Sonora, 7 febbraio 1986), è un ex lottatore di arti marziali miste statunitense.
Ha combattuto nella divisione dei pesi gallo per l'organizzazione statunitense UFC, nella quale è stato campione di categoria dal 2014 al 2015 e di nuovo nel 2017; nel 2019 ha anche combattuto per il titolo dei pesi mosca.
È stato inoltre finalista del torneo dei pesi gallo della quattordicesima stagione del reality show The Ultimate Fighter e allenatore nella venticinquesima.
Si è ritirato definitivamente nel 2022

## Carriera nelle arti marziali miste

### Inizi
Dillashaw vanta un ottimo background nella lotta a livello scolastico: i risultati nei primi anni di college non furono eccezionali e pur di migliorarsi effettuò delle sessioni di allenamento in Ucraina, arrivando nel 2007 ad ottenere buoni risultati nei tornei Pac-10; terminò gli studi venendo classificato come il decimo lottatore più forte degli Stati Uniti nella divisione fino alle 133 libbre.
Iniziò la propria carriera professionistica nelle MMA nel 2010 unendosi al Team Alpha Male dietro invito del capitano Urijah Faber e in un anno ottenne quattro vittorie consecutive.

### The Ultimate Fighter
Nel 2011 passò i provini per entrare nel cast della quattordicesima stagione di The Ultimate Fighter, reality promosso dalla prestigiosa promozione UFC che garantisce un contratto al vincitore della stagione.
Dillashaw viene inserito nella squadra guidata da Michael Bisping opposto al team allenato da Jason Miller: il californiano fu inarrestabile nel raggiungere la finale, sconfiggendo senza grossi patemi Matt Jaggers e i due futuri lottatori della UFC Roland Delorme e Dustin Pague.

### Ultimate Fighting Championship
L'esordio ufficiale di Dillashaw in UFC avvenne con la finale del torneo della stagione del reality, che lo vide contrapposto a John Dodson: l'incontro venne disputato nel dicembre 2011 e Dillashaw venne sconfitto per la prima volta in carriera tramite KO tecnico.
Nel 2012 sconfisse agevolmente Walel Watson e Vaughan Lee e proseguì la propria striscia positiva anche nel 2013, con le vittorie contro Issei Tamura e Hugo Viana: a quel punto Dillashaw venne inserito nel ranking dei 10 pesi gallo più forti in UFC. Quell'anno venne mandato in Brasile per affrontare il top fighter di casa Raphael Assunção, contro il quale perse per la seconda volta in carriera anche se il match fu equilibrato e terminò con una decisione non unanime con entrambi gli atleti che vennero premiati con il riconoscimento Fight of the Night.
Nel 2014 affrontò e sconfisse Mike Easton, avversario che avrebbe dovuto affrontare nel 2012 ma in quell'occasione Dillashaw diede forfait per infortunio.

#### Campione dei pesi gallo UFC
Sempre nel 2014 avrebbe dovuto vedersela con il numero sette dei ranking Takeya Mizugaki a UFC 173, ma la sfida per il titolo dei pesi medi prevista come main event saltò a causa di un infortunio capitato a Chris Weidman: in sostituzione di questo incontro venne quindi sancito un match per la cintura dei pesi gallo, a quel tempo nelle mani di Renan Barão; lo sfidante doveva essere il numero tre Raphael Assunção, ma questi risultò acciaccato e così Dillashaw fu scelto per sfidare il campione: con grande sorpresa di tutti The Viper realizzò un clamoroso upset sconfiggendo il brasiliano dominandolo in tutti i round fino al KO tecnico avvenuto all'ultima ripresa: Dillashaw divenne così il nuovo campione dei pesi gallo UFC e mise fine alla striscia di imbattibilità di Barão che durava da ben trentatré incontri consecutivi.
In agosto era previsto un rematch contro Barão, ma quest'ultimo diede forfeit per problemi con il taglio del peso e venne sostituito dall'esordiente Joe Soto, ex campione Bellator: Dillashaw difese con successo il titolo per KO alla quinta ripresa, ottenendo anche il premio Performance of the Night.
Nell'aprile 2015 avrebbe dovuto concretizzarsi il rematch con Barao ma Dillashaw si ruppe una costola in allenamento e l'intero incontro venne posticipato a luglio: Dillashaw sconfisse ancora una volta il brasiliano per KO tecnico all'inizio della quarta ripresa ottenendo un altro riconoscimento Performance of the Night.

#### Perdita del titolo
A gennaio 2016 dovette difendere per la terza volta il titolo contro l'ex campione Dominick Cruz: dopo un match molto equilibrato durato per tutte le cinque riprese, Dillashaw perse il titolo per decisione non unanime ed entrambi gli atleti ottennero il riconoscimento Fight of the Night.
Il 9 luglio 2016 affrontò Assunção a UFC 200 vincendo per decisione unanime; a dicembre dovette affrontare John Lineker a UFC 207 vincendo ancora per decisione unanime.

#### Riconquista del titolo
Il 4 novembre 2017 affronta l'imbattuto campione in carica nonché ex compagno di allenamenti Cody Garbrandt; dopo diversi scambi di colpi Dillashaw riesce a stendere l'avversario a metà circa del secondo round e il conseguente ground and pound porta l'arbitro a fermare l'incontro e a incoronare Dillashaw di nuovo campione.
Nove mesi dopo, il 4 agosto 2018 a UFC 227, Dillashaw difende con successo il titolo proprio contro l'ex campione vincendo per KO tecnico alla prima ripresa; viene inoltre premiato con il riconoscimento Performance of the Night.
Il 19 gennaio 2019 tenta all'assalto al titolo dei pesi mosca detenuto da Henry Cejudo, ma questo lo mette KO dopo soli trentadue secondi.

#### Squalifica per doping
Il 20 marzo annuncia sul suo profilo Instagram che intende lasciare vacante il suo titolo dopo che la USADA e la Commissione atletica dello Stato di New York lo hanno trovato positivo ad un test anti-doping effettuato dopo il combattimento con Cejudo: la NYSAC, poco dopo, lo sanziona con la sospensione per due anni  a partire retroattivamente dalla data dell'incontro, pertanto The Viper potrà tornare a combattere solo a partire dal 19 gennaio 2021.

## Risultati nelle arti marziali miste
Gli incontri segnati su sfondo grigio si riferiscono ad incontri di esibizione non ufficiali o comunque non validi per essere integrati nel record da professionista.
| Risultato | Record | Avversario         | Metodo                                 | Evento                                  | Data              | Round | Tempo | Città                          | Note                                                           |
| --------- | ------ | ------------------ | -------------------------------------- | --------------------------------------- | ----------------- | ----- | ----- | ------------------------------ | -------------------------------------------------------------- |
| Sconfitta | 17-5   | Aljamain Sterling  | KO Tecnico (pugni)                     | UFC 280                                 | 22 ottobre 2022   | 2     | 3:44  | Abu Dhabi, Emirati Arabi Uniti | Per il titolo dei pesi gallo UFC                               |
| Vittoria  | 17-4   | Cory Sandhagen     | Decisione (non unanime)                | UFC on ESPN: Sandhagen vs. Dillashaw    | 24 luglio 2021    | 5     | 5:00  | Las Vegas, Stati Uniti         |                                                                |
| Sconfitta | 16-4   | Henry Cejudo       | KO tecnico (pugni)                     | UFC Fight Night: Cejudo vs. Dillashaw   | 19 gennaio 2019   | 1     | 0:32  | New York, Stati Uniti          | Per il titolo dei pesi mosca UFC                               |
| Vittoria  | 16-3   | Cody Garbrandt     | KO tecnico (ginocchiata e pugni)       | UFC 227: Dillashaw vs. Garbrandt 2      | 4 agosto 2018     | 1     | 4:17  | Los Angeles, Stati Uniti       | Difende il titolo dei pesi gallo UFC, Performance of the Night |
| Vittoria  | 15-3   | Cody Garbrandt     | KO tecnico (calcio alla testa e pugni) | UFC 217: Bisping vs. St-Pierre          | 4 novembre 2017   | 2     | 2:41  | New York, Stati Uniti          | Vince il titolo dei pesi gallo UFC, Performance of the Night   |
| Vittoria  | 14-3   | John Lineker       | Decisione (unanime)                    | UFC 207: Nunes vs. Rousey               | 30 dicembre 2016  | 3     | 5:00  | Paradise, Stati Uniti          |                                                                |
| Vittoria  | 13-3   | Raphael Assunção   | Decisione (unanime)                    | UFC 200: Tate vs. Nunes                 | 9 luglio 2016     | 3     | 5:00  | Las Vegas, Stati Uniti         |                                                                |
| Sconfitta | 12-3   | Dominick Cruz      | Decisione (non unanime)                | UFC Fight Night: Dillashaw vs. Cruz     | 17 gennaio 2016   | 5     | 5:00  | Boston, Stati Uniti            | Perde il titolo dei Pesi Gallo UFC; Fight of the Night         |
| Vittoria  | 12-2   | Renan Barão        | KO Tecnico (pugni)                     | UFC on Fox: Dillashaw vs. Barão 2       | 25 luglio 2015    | 4     | 0:35  | Chicago, Stati Uniti           | Difende il titolo dei Pesi Gallo UFC                           |
| Vittoria  | 11-2   | Joe Soto           | KO (calcio alla testa e pugni)         | UFC 177: Dillashaw vs. Soto             | 30 agosto 2014    | 5     | 2:20  | Sacramento, Stati Uniti        | Difende il titolo dei Pesi Gallo UFC                           |
| Vittoria  | 10-2   | Renan Barão        | KO Tecnico (pugni)                     | UFC 173: Barao vs. Dillashaw            | 24 maggio 2014    | 5     | 2:22  | Las Vegas, Stati Uniti         | Vince il titolo dei Pesi Gallo UFC                             |
| Vittoria  | 9–2    | Mike Easton        | Decisione (unanime)                    | UFC Fight Night: Rockhold vs. Philippou | 15 gennaio 2014   | 3     | 5:00  | Duluth, Stati Uniti            |                                                                |
| Sconfitta | 8–2    | Raphael Assunção   | Decisione (non unanime)                | UFC Fight Night: Maia vs. Shields       | 9 ottobre 2013    | 3     | 5:00  | Barueri, Brasile               |                                                                |
| Vittoria  | 8–1    | Hugo Viana         | KO Tecnico (pugni)                     | UFC on Fox: Henderson vs. Melendez      | 20 aprile 2013    | 1     | 4:22  | San Jose, Stati Uniti          |                                                                |
| Vittoria  | 7–1    | Issei Tamura       | KO (ginocchiata e pugni)               | UFC 158: St-Pierre vs. Diaz             | 16 marzo 2013     | 2     | 0:26  | Montréal, Canada               |                                                                |
| Vittoria  | 6–1    | Vaughan Lee        | Sottomissione (neck crank)             | UFC on Fuel TV: Muñoz vs. Weidman       | 11 luglio 2012    | 1     | 2:33  | San Jose, Stati Uniti          |                                                                |
| Vittoria  | 5–1    | Walel Watson       | Decisione (unanime)                    | UFC on Fuel TV: Sanchez vs. Ellenberger | 15 febbraio 2012  | 3     | 5:00  | Omaha, Stati Uniti             |                                                                |
| Sconfitta | 4–1    | John Dodson        | KO Tecnico (pugni)                     | The Ultimate Fighter 14 Finale          | 3 dicembre 2011   | 1     | 1:54  | Las Vegas, Stati Uniti         | Torneo dei Pesi Gallo TUF 14, Finale                           |
| Vittoria  | NU     | Dustin Pague       | Decisione (unanime)                    | The Ultimate Fighter 14                 | 16 novembre 2011  | 3     | 5:00  | Las Vegas, Stati Uniti         | Torneo dei Pesi Gallo TUF 14, Semifinale                       |
| Vittoria  | NU     | Roland Delorme     | Sottomissione (rear naked choke)       | The Ultimate Fighter 14                 | 2 novembre 2011   | 2     | 1:43  | Las Vegas, Stati Uniti         | Torneo dei Pesi Gallo TUF 14, Secondo turno                    |
| Vittoria  | NU     | Matt Jaggers       | KO (colpi)                             | The Ultimate Fighter 14                 | 21 settembre 2011 | 1     | 5:00  | Las Vegas, Stati Uniti         | Torneo dei Pesi Gallo TUF 14, Primo turno                      |
| Vittoria  | 4–0    | Taylor McCorriston | KO Tecnico (pugni)                     | Capitol FC                              | 20 novembre 2010  | 3     | 1:07  | Sacramento, Stati Uniti        |                                                                |
| Vittoria  | 3–0    | Mike Suarez        | Sottomissione (rear naked choke)       | Rebel Fighter: Domination               | 2 ottobre 2010    | 1     | 2:42  | Roseville, Stati Uniti         |                                                                |
| Vittoria  | 2–0    | Brandon Drucker    | Sottomissione (rear naked choke)       | Fight For Wrestling 1                   | 22 maggio 2010    | 1     | 2:46  | San Luis Obispo, Stati Uniti   |                                                                |
| Vittoria  | 1–0    | Czar Sklavos       | Decisione (unanime)                    | KOTC: Legacy                            | 26 marzo 2010     | 3     | 5:00  | Reno, Stati Uniti              |                                                                |